# Brett Steven
Brett Andrew Steven (Auckland, 27 d'abril de 1969) és un extennista professional neozelandès.
En el seu palmarès hi ha nou títols de dobles, entre les quals un de categoria Masters, i va disputar tres finals individuals sense èxit. Va formar part de l'equip neozelandès de Copa Davis i dels Jocs Olímpics.
Es va casar amb la seva muller Heather l'11 de desembre de 1995 i va tenir dos fills anomenats Ryan James (1996) i Emily (1998).

## Palmarès

### Individual: 3 (0−3)
| Llegenda (pre/post 2009)                                 |
| -------------------------------------------------------- |
| Grand Slams (0−0)                                        |
| Tennis Masters Cup / ATP Finals (0−0)                    |
| ATP Masters Series / ATP World Tour Masters 1000 (0−0)   |
| ATP International Series Gold / ATP World Tour 500 (0−0) |
| ATP International Series / ATP World Tour 250 (0−3)      |

| Títols per superfície |
| --------------------- |
| Dura (0−2)            |
| Gespa (0−1)           |
| Terra batuda (0−0)    |

| Resultat  | Núm. | Data                | Torneig                   | Superfície | Oponent         | Marcador         |
| --------- | ---- | ------------------- | ------------------------- | ---------- | --------------- | ---------------- |
| Finalista | 1.   | 23 d'agost de 1993  | Schenectady, Estats Units | Dura       | Thomas Enqvist  | 6−4, 3−6, 6−7(0) |
| Finalista | 2.   | 8 de gener de 1996  | Auckland, Nova Zelanda    | Dura       | Jiří Novák      | 4−6, 4−6         |
| Finalista | 3.   | 7 de juliol de 1997 | Newport, Estats Units     | Gespa      | Sargis Sargsian | 6−7(0), 6−4, 5−7 |

### Dobles: 17 (9−8)
| Llegenda (pre/post 2009)                                 |
| -------------------------------------------------------- |
| Grand Slams (0−0)                                        |
| Tennis Masters Cup / ATP Finals (0−0)                    |
| ATP Masters Series / ATP World Tour Masters 1000 (1−1)   |
| ATP International Series Gold / ATP World Tour 500 (0−1) |
| ATP International Series / ATP World Tour 250 (8−6)      |

| Títols per superfície |
| --------------------- |
| Dura (3−4)            |
| Gespa (2−0)           |
| Terra batuda (1−2)    |
| Moqueta (3−2)         |

| Resultat  | Núm. | Data                  | Torneig                     | Superfície   | Parella           | Oponents                            | Marcador         |
| --------- | ---- | --------------------- | --------------------------- | ------------ | ----------------- | ----------------------------------- | ---------------- |
| Guanyador | 1.   | 8 de juliol de 1991   | Newport, Estats Units       | Gespa        | Gianluca Pozzi    | Javier Frana Bruce Steel            | 6−4, 6−4         |
| Finalista | 1.   | 23 d'agost de 1993    | Schenectady, Estats Units   | Dura         | Byron Black       | Bernd Karbacher Andrei Olhovskiy    | 6−2, 6−7(0), 1−6 |
| Guanyador | 2.   | 28 de febrer de 1994  | Copenhaguen, Dinamarca      | Moqueta (i)  | Martin Damm       | David Prinosil Udo Riglewski        | 6−3, 6−4         |
| Guanyador | 3.   | 11 d'abril de 1994    | Hong Kong, Hong Kong        | Dura         | Jim Grabb         | Jonas Björkman Patrick Rafter       | Renúncia         |
| Guanyador | 4.   | 9 de maig de 1994     | Coral Springs, Estats Units | Terra batuda | Lan Bale          | Ken Flach Stephane Simian           | 6−3, 7−5         |
| Finalista | 2.   | 13 de febrer de 1995  | Memphis, Estats Units       | Dura (i)     | Tommy Ho          | Jared Palmer Richey Reneberg        | 6−4, 6−7, 1−6    |
| Guanyador | 5.   | 6 de març de 1995     | Indian Wells, Estats Units  | Dura         | Tommy Ho          | Gary Muller Piet Norval             | 6−4, 7−6         |
| Finalista | 3.   | 17 d'abril de 1995    | Bermudes, Bermudes          | Terra batuda | Jason Stoltenberg | Grant Connell Todd Martin           | 6−7, 6−2, 5−7    |
| Finalista | 4.   | 6 de novembre de 1995 | Moscou, Rússia              | Moqueta (i)  | Tommy Ho          | Byron Black Jared Palmer            | 4−6, 6−3, 3−6    |
| Finalista | 5.   | 8 de gener de 1996    | Auckland, Nova Zelanda      | Dura         | Jonas Björkman    | Marcos Ondruska Jack Waite          | Renúncia         |
| Finalista | 6.   | 4 de març de 1996     | Scottsdale, Estats Units    | Dura         | Richey Reneberg   | Patrick Galbraith Rick Leach        | 7−5, 5−7, 5−7    |
| Guanyador | 6.   | 10 de març de 1997    | Copenhaguen (2)             | Moqueta (i)  | Andrei Olhovskiy  | Kenneth Carlsen Frederik Fetterlein | 6−4, 6−2         |
| Guanyador | 7.   | 17 de març de 1997    | Sant Petersburg, Rússia     | Moqueta (i)  | Andrei Olhovskiy  | David Prinosil Daniel Vacek         | 6−4, 6−3         |
| Guanyador | 8.   | 7 de juliol de 1997   | Newport (2)                 | Gespa        | Justin Gimelstob  | Kent Kinnear Aleksandar Kitinov     | 6−3, 6−4         |
| Guanyador | 9.   | 12 de gener de 1998   | Auckland                    | Dura         | Patrick Galbraith | Tom Nijssen Jeff Tarango            | 6−4, 6−2         |
| Finalista | 7.   | 9 de març de 1998     | Copenhaguen                 | Moqueta (i)  | Jan Siemerink     | Tom Kempers Menno Oosting           | 4−6, 6−7         |
| Finalista | 8.   | 4 de maig de 1998     | Hamburg, Alemanya           | Terra batuda | David Adams       | Donald Johnson Francisco Montana    | 4−6, 4−6         |

## Trajectòria

### Individual
| Open d'Austràlia | NC  | A   | A   | A           | A           | A           | A    | QF          | 2R          | 2R          | 4R    | 1R          | 1R          | 1R          | 0 / 7     | 9 – 7     |
| Roland Garros | A   | A   | A   | A           | A           | A           | A    | 2R          | 1R          | 3R          | 2R    | A           | 1R          | A           | 0 / 5     | 4 – 5     |
| Wimbledon | A   | A   | A   | A           | A           | A           | A    | 2R          | 2R          | 3R          | 3R    | 4R          | 1R          | A           | 0 / 6     | 9 – 6     |
| US Open | A   | A   | A   | A           | A           | A           | A    | 1R          | 1R          | 2R          | A     | 2R          | 1R          | A           | 0 / 5     | 2 – 5     |
| Jocs Olímpics | NC  | NC  | A   | No celebrat | No celebrat | No celebrat | A    | No celebrat | No celebrat | No celebrat | 2R    | No celebrat | No celebrat | No celebrat | 0 / 1     | 0 − 1     |
| Victòries − Derrotes | 0−1 | 1−1 | 0−2 | 1−1         | 3−5         | 1−9         | 11−9 | 33−29       | 24−25       | 35−25       | 19−14 | 24−18       | 18−20       | 5−7         | 175 – 166 | 175 – 166 |
| Rànquing a final d'any | 870 | 556 | 357 | 497         | 213         | 226         | 73   | 43          | 87          | 42          | 100   | 50          | 92          | 206         |           |           |
| Llegenda: G: Guanyador; F: Finalista; SF: Semifinalista; QF: Quarts de final; Q: Qualificació; A: Absent; RR: Round Robin; |     |     |     |             |             |             |      |             |             |             |       |             |             |             |           |           |

### Dobles masculins
| Open d'Austràlia | NC  | A   | A   | A    | A   | A   | A   | 1R    | 1R    | 2R    | 3R   | 2R    | QF    | A   | 0 / 7     | 7 – 7     |
| Roland Garros | A   | A   | A   | A    | A   | A   | A   | 2R    | 3R    | SF    | 1R   | A     | QF    | A   | 0 / 5     | 10 – 5    |
| Wimbledon | A   | A   | A   | A    | A   | A   | A   | 1R    | QF    | 2R    | 1R   | 2R    | QF    | A   | 0 / 6     | 8 – 6     |
| US Open | A   | A   | A   | A    | A   | A   | 2R  | 2R    | 3R    | A     | A    | 1R    | 1R    | A   | 0 / 5     | 4 – 5     |
| Victòries − Derrotes | 0−1 | 1−1 | 0−2 | 0−0  | 0−1 | 7−4 | 7−9 | 15−14 | 36−18 | 34−21 | 11−9 | 27−15 | 36−17 | 5−5 | 179 – 117 | 179 – 117 |
| Rànquing a final d'any | 870 | 525 | 935 | 1007 | 312 | 181 | 124 | 151   | 37    | 20    | 164  | 52    | 27    | 374 |           |           |
| Llegenda: G: Guanyador; F: Finalista; SF: Semifinalista; QF: Quarts de final; Q: Qualificació; A: Absent; RR: Round Robin; |     |     |     |      |     |     |     |       |       |       |      |       |       |     |           |           |